# Келлер, Хомер
Хомер Келлер (англ. Homer Keller; 17 февраля 1915 — 12 мая 1996) — американский композитор и музыкальный педагог.
Окончил Истменовскую школу музыки (1938), ученик Говарда Хансона (записавшего в 1941 году Серенаду для кларнета и струнных Келлера с оркестром школы). Преподавал в Мичиганском университете, затем в 1958—1976 годах — в Орегонском университете; среди заметных учеников Келлера — Лесли Бассет, Стивен Скотт, Ральф Таунер.
Келлеру принадлежат три симфонии, духовная музыка (в том числе Магнификат для хора и оркестра, 1948), соната и две сонатины для фортепиано, альтовая, виолончельная и флейтовая сонаты и др.